# Chave do cômputo pascal
Chave é um conceito do cômputo pascal que era usado em alternativa a outros meios para encontrar as datas da Páscoa e das festas móveis dela dependentes, expresso num número inteiro entre 11 e 39 dias, associado a cada número áureo, e que supõe que há datas fixas no calendário, os termos ou términos (ou limites), com as quais se trabalha nesse cálculo.
Termo derivado do latim - clavis -, a palavra Chave quando relacionada com o cômputo pascal aparece nos livros litúrgicos medievais e sobretudo nos textos sobre o cômputo pascal, e também se designa com a expressão ‘clavis terminorum’.
As Chaves são 19 números inteiros de dias, correspondentes aos 19 anos do Ciclo lunar de 19 anos usado no cômputo pascal e resumidos pelos 19 números áureos.
A Chave correspondente ao número áureo 1 é o número 26, que foi criado a partir da soma de dois números típicos do cômputo eclesiástico, o 7 e o 19. No ano seguinte, para o número áureo seguinte, a Chave é sempre aumentada de 19 unidades. Quando a soma ultrapassa o número inteiro 39, devem retirar-se 30 unidades. Exemplo: para um ano com número áureo 2 a Chave é 15 resultante da soma da Chave do ano anterior - 26 - acrescentada de 19 unidades, cuja soma é - 45 - que, por ser um número inteiro superior a 30 é diminuída de 30 unidades (15 = 26 + 19 - 30).
Quadro resumo da correspondência entre os Números áureos e a Chave do cômputo pascal:
| Número áureo | Chave do cômputo pascal |
| 1            | 26                      |
| 2            | 15                      |
| 3            | 34                      |
| 4            | 23                      |
| 5            | 12                      |
| 6            | 31                      |
| 7            | 20                      |
| 8            | 39                      |
| 9            | 28                      |
| 10           | 17                      |
| 11           | 36                      |
| 12           | 25                      |
| 13           | 14                      |
| 14           | 33                      |
| 15           | 22                      |
| 16           | 11                      |
| 17           | 30                      |
| 18           | 19                      |
| 19           | 38                      |

Existiam termos fixos para cada festa móvel e o termo fixo do domingo de Páscoa estava colocado no dia 11 de Março.
Por exemplo: o ano de 1500 que foi um ano bissexto com número áureo 19 e letra dominicais ED, encontramos como Chave do cômputo pascal desse ano o número 38. Somando 38 dias ao dia 11 de Março chegamos ao dia 18 de Abril, que tem a letra ferial C. Como a letra dominical a partir do dia bissexto era D (a segunda das letras dominicais desse ano), a Páscoa seria no primeiro dia com letra ferial D depois da data encontrada. Portanto, a Páscoa no ano de 1500 celebrou-se no dia 19 de Abril.